# Marinai, donne e guai
Marinai, donne e guai è un film del 1958 diretto da Giorgio Simonelli.

## Trama

Rossella Como, María Cuadra, Giampiero Littera e Juan Antonio Riquelme in una scena del film

Mario Santarelli, Domenico Scordia, Pietro Prosperi e Raffaele Menotti sono quattro marinai italiani del cacciatorpediniere San Giorgio, appena attraccato a Barcellona, che hanno fama di essere dei donnaioli impenitenti. Il loro superiore, il capo Domenico Campana, in accordo col comandante in seconda, vuole tenerli il più possibile lontano dalle donne. Visti i guai combinati dai quattro nei viaggi passati decide inoltre di istituire una ronda con altri due marinai, un genovese e un veneziano, nell'intento di sorvegliarli meglio.
Mario si mette subito nei guai quando viene sedotto da Manuela, una bella ragazza complice di una banda di contrabbandieri. Manuela sottrae a Mario la divisa da marinaio perché Miguel, che Mario crede essere il fidanzato di Manuela e invece scopre in seguito trattarsi del fratello, possa entrare di nascosto nel porto.
Domenico, Pietro e Raffaele, mentre sono impegnati a cercare Mario e contemporaneamente a sfuggire alla ronda del capo Campana, incontrano alcune ragazze (la soubrette Esther aiutante di un prestigiatore, la fotografa Juanita e la giornalista Carmen, queste ultime a caccia di uno scoop sensazionale da vendere ai giornali).
Mario, nel tentativo di recuperare la divisa per evitare di essere scoperto e di subire punizioni dal maresciallo, decide di inseguire Manuela, dapprima travestendosi da donna e finendo in un atelier di moda e in seguito finendo a combattere con Pablito, un pugile, nel baraccone di un luna park. Dopo una serie di peripezie i quattro si ritrovano tutti assieme in un malfamato locale notturno dove scoppia una rissa. Quando arriva la polizia i marinai avevano appena scoperto il nascondiglio delle casse con armi e munizioni utilizzate dai contrabbandieri. Colti con le mani nel sacco sono convinti di essere puniti e di non poter rivedere le loro ragazze ma in quel momento il comandante in seconda comunica loro che la polizia spagnola ha ricostruito i fatti e li ringrazia per aver aiutato a catturare i contrabbandieri. I quattro vengono premiati con un mese di licenza premio e sono così liberi di scendere a terra e riabbracciare le loro rispettive ragazze.

## Colonna sonora
Nella colonna sonora sono presenti due canzoni, Marinai, donne e guai, composta e cantata da Domenico Modugno, e La donna riccia, sempre composta da Modugno e cantata da Abbe Lane.